# Сан-Педру-да-Кадейра
Сан-Пе́дру-да-Каде́йра (порт. São Pedro da Cadeira)  —  район (фрегезия) в Португалии,  входит в округ Лиссабон. Является составной частью муниципалитета Торриш-Ведраш. По старому административному делению входил в провинцию Эштремадура. Входит в экономико-статистический  субрегион Оэште, который входит в Центральный регион. Население составляет 4339 человек на 2001 год. Занимает площадь 23,19 км².